# JFA 第28回全日本フットサル選手権大会
- JFA 全日本フットサル選手権大会 > JFA 第28回全日本フットサル選手権大会
- 2023年のスポーツ > 2023年のサッカー > JFA 第28回全日本フットサル選手権大会

JFA 第28回全日本フットサル選手権大会（ジェイエフエー だい28かいぜんにほんフットサルせんしゅけんたいかい）は、2023年3月11日から19日まで開催されたJFA 全日本フットサル選手権大会である。フウガドールすみだが12大会ぶり2回目の優勝を果たした。

## 概要
- Fリーグ1部12チーム、2部のうちFリーグ2022-2023の上位6チームはシード。
- 9地域サッカー協会から各1チーム
- 前回大会予選参加チーム数に応じて配分した5チーム（各地域大会の参加チーム数を1から順に整数で割った数値が多い順。ドント式。）
  - 関東2、東海1、関西1、九州1

の32チームが出場。

## 日程
- 1回戦 3月11日(土)
- 2回戦 3月12日(日)
- 準々決勝 3月17日(金)
- 準決勝 3月18日(土)
- 決勝 3月19日(日)

## 会場
- 1回戦~2回戦:エコパアリーナ、岸和田市総合体育館、神戸市立中央体育館
- 準々決勝~決勝:駒沢オリンピック公園総合運動場 屋内球技場

## 参加チーム
- F1
  - エスポラーダ北海道
  - バルドラール浦安
  - フウガドールすみだ
  - 立川アスレティックFC
  - ペスカドーラ町田
  - Y.S.C.C.横浜
  - 湘南ベルマーレ
  - ボアルース長野
  - 名古屋オーシャンズ
  - シュライカー大阪
  - ボルクバレット北九州
  - バサジィ大分
- F2
  - しながわシティ
  - マルバ水戸FC
  - アグレミーナ浜松
  - ヴォスクオーレ仙台
  - 広島エフ・ドゥ
  - リガーレヴィア葛飾
- 地域代表
  - ソルプレーサ(北海道)
  - イタチカ八戸(東北/青森)
  - バルドラール浦安セグンド(関東1/千葉)
  - ペスカドーラ町田アスピランチ(関東2/東京)
  - デルミリオーレクラウド群馬(関東3/東京)
  - ボアルース長野ヴェルメリオ(北信越/長野)
  - デレヤオーネ フットサルクラブ(東海1/岐阜)
  - 岐阜FCエゴイスト(東海2/岐阜)
  - 大阪成蹊大学フットサル部(関西1/大阪)
  - セットスター和歌山(関西2/和歌山)
  - ラック ザ ドライブ(中国/広島)
  - バジェーナ・ブランカ04(四国/高知)
  - 長崎大学フットサル部フォルツァ(九州1/長崎)
  - リバイバル フットサル佐賀(九州2/佐賀)

## 試合結果

### 1回戦
| No.1 2023年3月11日 | 名古屋オーシャンズ                                                                    | 5 - 0          | ソルプレーサ | エコパアリーナ ピッチA       |  |
| 10:00              | ガブリエル・ペネジオ 12分, 15分 · ダルラン 31分 · アンドレシート 36分 · 西谷良介 39分 | 公式記録 (PDF) |              | 観客数: 400人 主審: 山﨑聖也 |  |

| No.2 2023年3月11日 | マルバ水戸FC  | 1 - 5          | ボアルース長野ヴェルメリオ                                         | エコパアリーナ ピッチA       |  |
| 12:15              | 内藤瑠耶 25分 | 公式記録 (PDF) | 玉井勇輝 7分 · 椛島出海 28分, 40分 · 上條寛太 38分 · 鳥羽恭平 39分 | 観客数: 460人 主審: 横山高志 |  |

| No.3 2023年3月11日 | ボルクバレット北九州                                                                            | 6 -3 (延長)    | デルミリオーレクラウド群馬                        | エコパアリーナ ピッチA     |  |
| 14:30              | 田村龍太郎 10分, 17分, 49分 · ジュニーニョ 35分 · ジョー 42分 · 前鈍内 マティアス エルナン 48分 | 公式記録 (PDF) | オウンゴール 16分 · 井戸孔暉 22分 · 関口勝久 22分 | 観客数: 748人 主審: 板橋海 |  |

| No.4 2023年3月11日 | ボアルース長野                                                               | 6 - 0          | ペスカドーラ町田アスピランチ | エコパアリーナ ピッチA       |  |
| 16:45              | 渡辺大輔 1分, 21分, 40分 · 田村佳翔 16分 · 丸山裕輝 17分 · オウンゴール 28分 | 公式記録 (PDF) |                              | 観客数: 516人 主審: 山本真理 |  |

| No.5 2023年3月11日 | ペスカドーラ町田                                              | 3 - 2          | バルドラール浦安セグンド      | エコパアリーナ ピッチB       |  |
| 10:00              | クレパウジ ヴィニシウス 7分 · 日根野谷建 14分 · 山中翔斗 22分 | 公式記録 (PDF) | 平井雅大 29分 · 伊東陽希 39分 | 観客数: 400人 主審: 池田幸弘 |  |

| No.6 2023年3月11日 | バサジィ大分                                                         | 7 - 0          | イタチカ八戸 | エコパアリーナ ピッチB     |  |
| 12:15              | 野口茅斗 5分, 32分 · 本石猛裕 18分, 19分, 32分 · 森村孝志 26分, 35分 | 公式記録 (PDF) |              | 観客数: 460人 主審: 大矢翼 |  |

| No.7 2023年3月11日 | 湘南ベルマーレ | 8 - 4          | リガーレヴィア葛飾                                                | エコパアリーナ ピッチB         |  |
| 14:30              | 山﨑歩夢 2分 · オウンゴール 4分 · ロドリゴ 6分, 11分, 18分 · 鍛代元気 14分 · 萩原真夏 30分 · 林田 フェリペ 良孝 39分 | 公式記録 (PDF) | 碓井孝一郎 10分 · オウンゴール 23分 · 木村崚介 28分 · 米谷悟 40分 | 観客数: 748人 主審: 八木あかね |  |

| No.8 2023年3月11日 | アグレミーナ浜松                                | 4 - 1          | 長崎大学フットサル部フォルツァ | エコパアリーナ ピッチB       |  |
| 16:45              | 川本樹弥 2分, 21分 · 巽優太 8分 · 山桐正護 17分 | 公式記録 (PDF) | 松本裕介 19分                  | 観客数: 516人 主審: 田畑隆之 |  |

| No.9 2023年3月11日 | 立川アスレティックFC                                         | 5 - 0          | リバイバル フットサル佐賀 | 岸和田市総合体育館           |  |
| 10:00              | 上村充哉 2分 · 中村充 16分, 34分 · 関尚登 23分 · 関尚登 29分 | 公式記録 (PDF) |                           | 観客数: 120人 主審: 小林裕之 |  |

| No.10 2023年3月11日 | ヴォスクオーレ仙台                  | 3 - 2          | デレヤオーネ フットサルクラブ | 岸和田市総合体育館           |  |
| 12:15               | 本間海音 13分 · 藤山翔太 17分, 22分 | 公式記録 (PDF) | 日髙真吾 20分 · 野村祥太 36分 | 観客数: 170人 主審: 津和英史 |  |

| No.11 2023年3月11日 | Y.S.C.C.横浜                                     | 4 - 1          | セットスター和歌山 | 岸和田市総合体育館           |  |
| 14:30               | 安井嶺芽 7分 · 笠篤史 15分, 20分 · 芝野創太 37分 | 公式記録 (PDF) | 竹川恭平 9分       | 観客数: 499人 主審: 晝間久美 |  |

| No.12 2023年3月11日 | シュライカー大阪                                | 3 - 5 (延長)   | 広島エフ・ドゥ                                                                   | 岸和田市総合体育館           |  |
| 16:45               | 齋藤日向 16分 · 樋口未樹也 24分 · 田村友貴 24分 | 公式記録 (PDF) | 石川彰人 7分 · オウンゴール 35分 · 武田侑也 37分 · 寺本芳希 42分 · 眞鍋優斗 50分 | 観客数: 580人 主審: 藤田武志 |  |

| No.13 2023年3月11日 | バルドラール浦安                                                                                        | 8 - 0          | ラック ザ ドライブ | 神戸市立中央体育館         |  |
| 10:00               | 田中晃輝 1分 · 吉田圭吾 6分, 31分 · 長坂拓海 16分 · 岡田大毅 17分 · 加藤竜馬 22分, 35分 · 稲葉柊斗 29分 | 公式記録 (PDF) |                    | 観客数: 223人 主審: 向山悟 |  |

| No.14 2023年3月11日 | しながわシティ | 10 - 1         | バジェーナ・ブランカ04 | 神戸市立中央体育館           |  |
| 12:15               | ダニエル・ホザ 13分 · 菅谷知寿 14分 · 熊谷利紀 16分 · 白方秀和 19分, 27分 · 藤川侑哉 19分, 33分 · 中村友亮 19分 · 瀧澤太将 32分 · サカイ・ダニエル・ユウジ 38分 | 公式記録 (PDF) | 浅井健祐 35分          | 観客数: 238人 主審: 川西佑典 |  |

| No.15 2023年3月11日 | フウガドールすみだ                                                                                        | 9 - 1          | 岐阜FCエゴイスト | 神戸市立中央体育館            |  |
| 14:30               | 清水和也 2分, 16分, 28分 · 中田秀人 3分 · 岡村康平 5分 · 諸江剣語 23分宮崎曉 · 24分, 24分 · 栗本博生 36分 | 公式記録 (PDF) | 山本貴斗 26分    | 観客数: 338人 主審: 常國 広平 |  |

| No.16 2023年3月11日 | エスポラーダ北海道                 | 3 - 0          | 大阪成蹊大学フットサル部 | 神戸市立中央体育館           |  |
| 16:45               | 小原風輝 1分 · 室田祐希 23分, 37分 | 公式記録 (PDF) |                          | 観客数: 408人 主審: 川村勝治 |  |

### 2回戦
| No.17 2023年3月12日 | 名古屋オーシャンズ                                                                                                 | 9 - 2          | ボアルース長野ヴェルメリオ   | エコパアリーナ ピッチA     |  |
| 11:00               | ダルラン 2分 · オウンゴール 2分 · ガブリエル ペネジオ 10分, 18分, 32分, 33分 · 水谷颯真 17分 · 安藤良平 35分, 40分 | 公式記録 (PDF) | 高木颯太 6分 · 玉井勇輝 40分 | 観客数: 499人 主審: 板橋海 |  |

| No.18 2023年3月12日 | ボルクバレット北九州                      | 3 - 1          | ボアルース長野 | エコパアリーナ ピッチA       |  |
| 13:30               | 花嶋悠 12分 · ジョー 35分 · 田村研人 40分 | 公式記録 (PDF) | 渡辺大輔 1分   | 観客数: 588人 主審: 横山高志 |  |

| No.19 2023年3月12日 | ペスカドーラ町田                  | 2 - 1          | バサジィ大分  | エコパアリーナ ピッチB         |  |
| 11:00               | オウンゴール 13分 · 山中翔斗 30分 | 公式記録 (PDF) | 森村孝志 31分 | 観客数: 499人 主審: 八木あかね |  |

| No.20 2023年3月12日 | 湘南ベルマーレ                                | 3 - 1          | アグレミーナ浜松 | エコパアリーナ ピッチB     |  |
| 13:30               | ロドリゴ 13分 · 高橋広大 22分 · 萩原真夏 33分 | 公式記録 (PDF) | 巽優太 23分      | 観客数: 588人 主審: 大矢翼 |  |

| No.21 2023年3月12日 | 立川アスレティックFC                              | 4 -1           | ヴォスクオーレ仙台 | 岸和田市総合体育館           |  |
| 11:00               | 金澤空 11分, 16分 · 南雲颯太 36分 · 上村充哉 38分 | 公式記録 (PDF) | 今井翔 3分         | 観客数: 150人 主審: 藤田武志 |  |

| No.22 2023年3月12日 | Y.S.C.C.横浜                          | 3 - 1          | 広島エフ・ドゥ | 岸和田市総合体育館            |  |
| 13:30               | 高橋響 1分 · 堤優太 7分 · 笠篤史 32分 | 公式記録 (PDF) | 小島翼 24分    | 観客数: 220人 主審: 津和 英史 |  |

| No.23 2023年3月12日 | バルドラール浦安                                                                       | 5 - 3          | しながわシティ                             | 神戸市立中央体育館           |  |
| 11:00               | 石田健太郎 2分 · ガリンシャ 3分 · 吉田圭吾 14分 · 加藤竜馬 33分 · ピレス イゴール 38分 | 公式記録 (PDF) | 福田亮 6分 · 瀧澤太将 38分 · 白方秀和 39分 | 観客数: 356人 主審: 常國広平 |  |

| No.24 2023年3月12日 | フウガドールすみだ                         | 3 - 2          | エスポラーダ北海道            | 神戸市立中央体育館         |  |
| 13:30               | 畠山勇気 7分 · 清水和也 22分 · 星龍太 37分 | 公式記録 (PDF) | 小原風輝 40分 · 堀米将太 40分 | 観客数: 304人 主審: 向山悟 |  |

### 準々決勝
| No.25 2023年3月17日 | 名古屋オーシャンズ                                                                                                 | 6 - 1          | ボルクバレット北九州 | 駒沢オリンピック公園総合運動場 屋内球技場 |  |
| 11:00               | ガブリエル ペネジオ 7分 · オリベイラ アルトゥール 19分, 40分 · アンドレシート 26分 · 水谷颯真 34分 · 西谷良介 40分 | 公式記録 (PDF) | 花嶋悠 16分          | 観客数: 384人 主審: 小林裕之              |  |

| No.26 2023年3月17日 | ペスカドーラ町田  | 1 - 4          | 湘南ベルマーレ                                        | 駒沢オリンピック公園総合運動場 屋内球技場 |  |
| 13:15               | オウンゴール 33分 | 公式記録 (PDF) | 内村俊太 12分, 33分 · 靏谷春人 20分 · フィウーザ 36分 | 観客数: 610人 主審: 常國広平              |  |

| No.27 2023年3月17日                        | 立川アスレティックFC          | 2 - 2 (延長) (3 - 4 PK戦)                            | Y.S.C.C.横浜                  | 駒沢オリンピック公園総合運動場 屋内球技場 |  |
| 15:30                                      | 新井裕生 10分 · 上村充哉 38分 | 公式記録 (PDF)                                       | 宿本諒太 22分 · 芝野創太 22分 | 観客数: 563人 主審: 山﨑聖也              |  |
|                                            |                               | PK戦                                                 |                               |                                           |  |
| 新井裕生 皆本晃 上村充哉 酒井遼太郎 中村充 |                               | 笠篤史 安井嶺芽 宿本諒太 アダイウトン・ソウザ 堤優太 |                               |                                           |  |

| No.28 2023年3月17日 | バルドラール浦安  | 1 - 5          | フウガドールすみだ                            | 駒沢オリンピック公園総合運動場 屋内球技場 |  |
| 17:45               | オウンゴール 24分 | 公式記録 (PDF) | 中田秀人 7分, 7分, 22分, 36分 · 栗本博生 35分 | 観客数: 530人 主審: 横山高志              |  |

### 準決勝
| No.29 2023年3月18日                                               | 名古屋オーシャンズ                                                                                                | 6 - 6 (延長) (3 - 4 PK戦)                    | 湘南ベルマーレ                                                                       | 駒沢オリンピック公園総合運動場 屋内球技場 |  |
| 12:00                                                             | ダルラン 1分, 48分 · 平田 ネト アントニオ マサノリ 3分, 17分 · オリベイラ アルトゥール 13分 · アンドレシート 40分 | 公式記録 (PDF)                               | 高橋広大 9分 · フィウーザ 24分 · ロドリゴ 33分, 47分 · 内村俊太 34分 · 靏谷春人 40分 | 観客数: 720人 主審: 山﨑聖也              |  |
|                                                                   | | PK戦                                         |                                                                                      |                                           |  |
| アンドレシート オリベイラ アルトゥール ダルラン 吉川智貴 西谷良介 | | ロドリゴ 内村俊太 鍛代元気 高橋広大 靏谷春人 |                                                                                      |                                           |  |

| No.30 2023年3月18日 | Y.S.C.C.横浜 | 0 - 1 (延長)   | フウガドールすみだ | 駒沢オリンピック公園総合運動場 屋内球技場 |  |
| 14:30               |              | 公式記録 (PDF) | 中田秀人 43分      | 観客数: 745人 主審: 大矢翼                |  |

### 決勝
| No.31 2023年3月19日 | 湘南ベルマーレ | 1 - 2 (延長)   | フウガドールすみだ          | 駒沢オリンピック公園総合運動場 屋内球技場 |  |
| 13:00               | 靏谷春人 20分  | 公式記録 (PDF) | 星龍太 34分 · 清水和也 48分 | 観客数: 1,563人 主審: 小林裕之            |  |